# Гуткина, Алина Ильинична
Алина Ильинична Гуткина (род. 16 июня 1985, Москва) — российская художница.

## Биография
Окончила Институт проблем современного искусства. Училась в «Свободных мастерских» при Московском музее современного искусства.
В сентябре 2011 года сделала обложку для первого номера журнала «Артхроника», вышедшего в обновлённом формате.
Алина Гуткина поднимает тему уличной субкультуры, исследует психологию и гендерную проблематику андерграунда спальных районов: радикальной молодёжной и подростковой сцен. Гуткина создает искусство о людях, которые её окружают. Она фиксирует повседневные состояния обычных подростков из спальных районов, её заботит то, как они выглядят, чем они заняты, как они проводят свободное время, как они маркируют и предъявляют свою идентичность. Ежедневные бытовые ритуалы мальчиков выстраиваются в историю о непосредственной реальности, которая происходит здесь и сейчас.
С 2013 года художница работает анонимно в проекте ВАСЯБЕГИ.

## Образование
- Российский государственный гуманитарный университет (2002—2007)
- Свободные мастерские при Московском Музее Современного искусства (2003—2005)
- Институт проблем современного искусства, курс «Новые стратегии» (2006—2007)

## Персональные выставки
- 2007 — «Новостройка». Выставочный зал Фонд «Современный город», Москва.[5]
- 2011 — «Industry of Actual Boys». Галерея GMG, Москва.[6]

## Групповые выставки
- 2008-2009 — Invasion-Evasion Baibakov Art Projects.[7]
- 2010-2011 — Modernikon Fondazione Sandretto Re Rebaudengo.[8]
- 2011 — IV Московская биеннале современного искусства (Основной проект, куратор Петер Вайбель), Москва.[9]
- 2012 — Aпокалипсис и возрождение. Специальный проект Киевской биеннале.[10]
- 2012 — «Angry Birds». Варшавский музей современного искусства, Варшава.[11]
- 2017 — VII Московская биеннале современного искусства (Основной проект, куратор Юко Хасэгава), Москва.